# Exobasidium angustisporum
Exobasidium angustisporum ist eine Pilzart der Familie der Nacktbasidienverwandten (Exobasidiaceae) aus der Ordnung Ustilaginomycotina. Sie ist ein Endoparasit der Alpen-Bärentraube (Arctostaphylos alpinus). Symptome des Befalls durch den Pilz sind verfärbte Blattoberseiten und vergrößerte Blätter der Wirtspflanzen. Die Art ist holarktisch verbreitet.

## Merkmale

### Makroskopische Merkmale
Exobasidium angustisporum ist mit bloßem Auge zunächst nicht zu erkennen. Symptome des Befalls sind eine weißgelbliche bis dunkel purpurne Verfärbung der Blattoberseiten, vergrößerte Blätter und im Spätstadium auf der Blattunterseite hervortretendes Myzel.

### Mikroskopische Merkmale
Das Myzel von Exobasidium angustisporum wächst wie bei allen Nacktbasidien interzellulär und bildet Saugfäden, die in das Speichergewebe des Wirtes wachsen. Die drei- bis fünfsporigen Basidien sind unseptiert. Sie wachsen direkt aus der Wirtsepidermis oder aus Spaltöffnungen. Die zylindrisch bis bananenartig geformten Sporen sind hyalin und 11–16 × 2–3,5 µm groß. Zunächst sind sie einzellig, später besitzen sie bis zu ein Septum. Die Konidien sind 5–10 × 1–2 µm groß und bazillenförmig.

## Verbreitung
Das bekannte Verbreitungsgebiet von Exobasidum angustisporum umfasst mit Europa und Nordamerika ein holarktisches Areal.

## Ökologie
Die Wirtspflanze von Exobasidium angustisporum ist die Alpen-Bärentraube (Arctostaphylos alpinus). Der Pilz ernährt sich von den im Speichergewebe der Pflanzen vorhandenen Nährstoffen, seine Basidien brechen später durch die Blattoberfläche und setzen Sporen frei. Die Sporen keimen zu Konidien, aus denen sich dann neues Myzel entwickelt. Die Art kommt von planaren bis in montane Lagen vor.